# フェリックス・ウォン
フェリックス・ウォン（黄 日華、1961年9月4日-）は香港出身のテレビドラマ・映画俳優。籍貫は広東省博羅県。

## プロフィール
無綫電視（TVB）全盛の80年代に「五虎将」と呼ばれた若手アイドルスターの1人として人気を博す。その後、アダム・チェン（鄭少秋）、チョウ・ユンファ（周潤發）に次ぐヒーローとして人気を集めた。
金庸原作のテレビドラマ『射鵰英雄伝』（1983年版）の主人公・郭靖を演じたことがきっかけでブレイク。現在も「郭大侠」「靖哥哥」といった愛称で呼ばれている。その他、『天龍八部』などにも出演しており、金庸ドラマの主演回数が最も多い俳優である。
映画ではヒット作に恵まれなかったため、25年の芸能生活で70作以上のドラマに出演しながら、後輩のアンディ・ラウやトニー・レオンほどの国際的な名声は得られなかった。
1988年に元テレビ女優のリョン・キッワー（梁潔華）と結婚。2女に恵まれる。
2004年に、撮影期間の長いテレビドラマに今後は出演しないことを発表した。

## 主な出演作品

### テレビドラマ
- 上海灘（1980年）
- 幻海奇情（1980年）
- 乱世児女（1980年）
- 勢不両立（1980年）
- 上海灘龍虎門（1980年）
- 流氓皇帝（1981年）
- 過客（1981年）
- 風雨晴（1981年）
- 佛山賛先生（1981年）
- 紅顔（1981年）
- 英雄出少年（1981年）
- 天龍八部（1982年）・・・虚竹
- 過山車（1982年）
- 十三太保（1982年）
- 香城浪子（1982年）
- 射鵰英雄伝之鉄血丹心（1983年）・・・郭靖
- 射鵰英雄伝之東邪西毒（1983年）・・・郭靖
- 射鵰英雄伝之華山論剣（1983年）・・・郭靖
- 四海一家（1983年）
- 決戦玄武門（1984年）
- 鉄面包公（1984年）
- 愛情一千米（1984年）
- 摩登幹探（1984年）
- 超越愛情線（1984年）
- 江湖浪子（1985年）
- 碧血剣（1985年）・・・袁承志
- 後生可畏（1985年）
- 楊家将（1985年）
- 遁甲奇兵（1986年）
- 薛丁山征西（1986年）
- 賊公阿牛（1986年）
- 工字打出頭（1987年）
- 大運河（1987年）
- 成吉思汗（1987年）
- 太平天国（1988年）
- 奇門鬼谷（1988年）
- 義不容情（1989年）
- 人海虎鯊（1989年）
- 摘星的女人（1989年）
- 剣魔獨孤求敗（1990年）
- 還看今朝（1990年）
- 隔離差館有隻鬼（1991年）
- 天地無情（1991年）
- 銀狐（1992年）
- 末代皇孫（1992年）
- 馬場大亨（1993年）
- 新父子時代（1994年）
- 包青天（1995年）
- O記実録（1995年）
- O記実録2（1996年）
- 天龍八部（1997年）・・・喬峰
- 天地豪情（1998年）
- 雪山飛狐（1999年）・・・胡一刀
- 生命有Take2（2000年）
- 医神華陀（2000年）
- 酔拳蘇乞児（2000年）
- 別無選擇（2000年）
- 南龍北鳳（2001年）
- 義海風雲（2001年）
- 蕭十一郎（2002年）
- 法内2002（2002年）
- 亜洲英雄（2003年）
- 霊異偵緝答案2（2004年）
- 赤子乘龍（2004年）

### 映画
- 瘋狂83（97大瘋狂）（1983年）
- 天龍八部（1984年）・・・虚竹
- 新飛狐外傳（1984年）・・・胡斐
- 冒牌大賊（1986年）
- 猛虎発火（1989年）
- 靚女英雄（1989年）
- 霸王花行動（1989年）
- 蒼き獣（おおかみ）たち（原題:五虎将之決裂、1991年）
- 中国最後一個太監2告別紫禁城（1992年）
- 酔拳2（原題:醉拳II、1994年）
- 流氓社工（2000年）
- 金雞（2002年）
- 非典人生（2003年）
- 亜洲英雄電影版Ⅰ：沒有硝煙的戦争（2003年）
- 亜洲英雄電影版Ⅱ：愛是不保留（2003年）
- 皆大歓喜（2004年）
- 童夢奇縁（2005年）
- 兄弟（2007年）
- Laughing Gor之變節（2009年）
- 我愛HK開心萬歲（2011年）
- 冷たい雨に撃て、約束の銃弾を（原題:復仇 Vengeance、2007年）
- 奪命金（原題:奪命金、2011年）